# رزينة (اسم)
رزينة هو اسم علم مؤنث من أصل عربي، ومعناه هو الوقار، ويقال هو رزين وهي رزينة.

## وصلات خارجية
- موسوعة السلطان قابوس لأسماء العرب نسخة محفوظة 5 أبريل 2019 على موقع واي باك مشين.
- رزينة